# Skikda
Skikda (en árabe:  ولاية سكيكدة ) es el nombre de una ciudad del noroeste de Argelia, capital de la provincia del mismo nombre, y de un puerto en el golfo de Stora, el antiguo Sinus Numidicus. Su nombre durante la época colonial francesa fue Philippeville hasta el final de la guerra de Independencia de Argelia en 1962.

## Historia
Skikda fue fundada en 1838 por los franceses sobre las ruinas de una antigua ciudad fenicia que había florecido como ciudad romana con el nombre de Rusicade, palabra púnica que significa «Promontorio de fuego». En el siglo V, el puerto romano fue destruido por los vándalos. 
Un levantamiento armado en 1955 dejó 123 muertos, la mayoría de ellos franceses y sospechosos de colaboración. La represalia tomada por las fuerzas francesas podría haber acabado con la vida de unos 12.000 argelinos, aunque el número dado por fuentes francesas es de unos 1200.

## Skikda moderna
La ciudad tenía 152.355 habitantes en 1998 (datos del censo). Gas natural, refinerías, y petroquímicas son las industrias que se desarrollaron en la década de 1970. El ayuntamiento (un palacio de estilo neomorisco) y la estación del ferrocarril fueron diseñados por Le Corbusier. 
Los colores de la bandera de la ciudad son el blanco y el azul. El código postal es el 21000. Los ingresos del municipio de Skikda están entre los más elevados del norte de África. Skikda tiene el tercer mayor puerto comercial de Argelia tras Argel y Orán.